# Sistem de clasificare anatomică, terapeutică și chimică a medicamentelor
Clasificarea anatomică, terapeutică și chimică reprezintă un sistem de clasificare a medicamentelor în funcție de codul ATC.
Clasificarea medicamentelor în funcție de aparatul sau sistemul asupra căruia acționează acestea.
| Cod | Aparatul sau sistemul asupra căruia acționează            |
| --- | --------------------------------------------------------- |
| A   | Tract digestiv și metabolism                              |
| B   | Sânge și organe hematopoetice                             |
| C   | Sistemul cardiovascular                                   |
| D   | Preparate dermatologice                                   |
| G   | Aparat genito-urinar și hormoni sexuali                   |
| H   | Preparate hormonale sistemice (exclusiv hormonii sexuali) |
| J   | Antiinfecțioase de uz sistemic                            |
| L   | Antineoplazice și imunomodulatoare                        |
| M   | Sistemul musculo-scheletic                                |
| N   | Sistemul nervos central                                   |
| P   | Produse antiparazitare                                    |
| R   | Aparatul respirator                                       |
| S   | Organe senzitive                                          |
| V   | Varia (diverse)                                           |
| X   | Produse fitoterapice, apiterapice, homeopate              |

## Citirea unui cod ATC
- Aspirina conform APP are următorul cod ATC: N 02 BA 01

N semnifică acțiunea medicamentului asupra sistemului nervos

02 reprezintă grupa analgezicelor cu efect asupra sistemului nervos - efectul lor terapeutic fiind analgezia

B reprezintă subgrupa analgezicelor cu efect antipiretic

A încadrează medicamentul la substanțe cu structură chimică de derivat de acid salicilic

01 semnifică substanța chimică: acid acetilsalicilic
- Algocalminul (metamizolum) conform APP are următorul cod ATC: N 02 BB 02

N semnifică acțiunea medicamentului asupra sistemului nervos

02 reprezintă grupa analgezicelor cu efect asupra sistemului nervos - efectul lor terapeutic fiind analgezia

B reprezintă subgrupa analgezicelor cu efect antipiretic

B încadrează medicamentul la substanțe cu structură chimică de pirazolone

02 semnifică substanța chimică: metamizolum
- Paracetamolul conform APP are următorul cod ATC: N 02 BE 01

N semnifică acțiunea medicamentului asupra sistemului nervos

02 reprezintă grupa analgezicelor cu efect asupra sistemului nervos - efectul lor terapeutic fiind analgezia

B reprezintă subgrupa analgezicelor cu efect antipiretic

E încadrează medicamentul la substanțe cu structură chimică anilidică

01 semnifică substanța chimică: para-acetaminofen

## Explicarea codului
Din punct de vedere al nivelurilor de clasificare există 5 nivele care sunt grupate în 3 mari grupe.
Exemplu:
| A | 05 | A | A | 01 |

### Grupa Anatomică
Anatomică: reprezintă aparatul sau sistemul asupra căruia acționează medicamentul respectiv și îi corespunde una din literele de mai jos:
A - tract digestiv și metabolism 

B - sânge și organe hematopoetice 

C - sistemul cardiovascular 

D - preparate dermatologice 

G - aparat genito-urinar și hormoni sexuali 

H - preparate hormonale sistemice (excusiv hormonii sexuali) 

J - antiinfecțioase de uz sistemic 

L - antineoplazice și imunomodulatoare 

M - sistemul muscular 

N - sistemul nervos central 

P - produse antiparazitare 

R - aparatul respirator 

S - organe senzitive 

V - varia(diverse) 

W - substanta activa vrac 

X - produse fitoterapice, apiterapice, homeopate 

Z - Produse de uz veterinar 

Nivel I nivelul anatomic. Exemplu A reprezintă preparatele pentru tract digestiv și metabolism.
| A | 05 | A | A | 01 |

### Grupa Terapeutică
Terapeutică: reprezintă clasificarea după efectul terapeutic. 
Nivel II nivelul terapeutic. Exemplu A 05 reprezintă preparatele pentru terapia biliară și hepatică.
| A | 05 | A | A | 01 |
Nivel III nivelul farmacoterapeutic. Exemplu A 05 A reprezintă preparatele care au efect numai în terapia biliară.
| A | 05 | A | A | 01 |

### Grupa Chimică
Chimică: reprezintă clasificarea în funcție de structura chimică.
Nivel IV nivelul structurii chimice.  Exemplu A 05 AA reprezintă preparatele care au efect numai în terapia biliară și conțin acizi biliari.
| A | 05 | A | A | 01 |
Nivel V nivelul substanței chimice.  Exemplu A 05 AA 01 reprezintă preparatele care au efect numai în terapia biliară și conțin acizi biliari sub formă de acid chenodesoxicolic.
| A | 05 | A | A | 01 |